# Lista de singles número um na UK Singles Chart em 2020
A lista dos singles que alcançaram a primeira posição na UK Singles Chart é, atualmente, compilada pela The Official UK Charts Company (OCC) baseada na Parada musical da UK Singles Chart (em português: Parada de Singles do  Reino Unido). É utilizada na UK Singles Chart as vendas de álbuns físicos (CDs e vinis), vendas digitais e os serviços de streams. A semana da parada vai de sexta-feira à quinta-feira, com a parada sendo publicada pela revista Music Week, e publicada na internet no próprio site da The Official UK Charts Company. Todas as tabelas musicais da OCC são atualizadas às sextas-feiras e posiciona as vendas musicais da semana precedente, com data da tiragem até a próxima quinta-feira.

## Histórico
| Data            | Canção                          | Artista(s)                                    |
| --------------- | ------------------------------- | --------------------------------------------- |
| 2 de janeiro    | I Love Sausage Rolls            | LadBaby                                       |
| 9 de janeiro    | River                           | Ellie Goulding                                |
| 16 de janeiro   | OWN IT                          | Stormzy Ed Sheeran & Burna Boy                |
| 23 de janeiro   | OWN IT                          | Stormzy Ed Sheeran & Burna Boy                |
| 30 de janeiro   | OWN IT                          | Stormzy Ed Sheeran & Burna Boy                |
| 6 de fevereiro  | Godzilla                        | Eminem feat Juice Wrld                        |
| 13 de fevereiro | Before You Go                   | Lewis Capaldi                                 |
| 20 de fevereiro | Blinding Lights                 | The Weeknd                                    |
| 27 de fevereiro | Blinding Lights                 | The Weeknd                                    |
| 5 de março      | No Time to Die                  | Billie Eilish                                 |
| 12 de março     | Blinding Lights                 | The Weeknd                                    |
| 19 de março     | Blinding Lights                 | The Weeknd                                    |
| 26 de março     | Blinding Lights                 | The Weeknd                                    |
| 2 de abril      | Roses                           | SAINt JHN                                     |
| 9 de abril      | Roses                           | SAINt JHN                                     |
| 16 de abril     | Blinding Lights                 | The Weeknd                                    |
| 23 de abril     | Blinding Lights                 | The Weeknd                                    |
| 30 de abril     | Blinding Lights                 | The Weeknd                                    |
| 7 de maio       | You'll Never Walk Alone         | Michael Ball & Captain Tom Moore              |
| 14 de maio      | Times Like These                | BBC RADIO 1'S LIVE LOUNGE ALLSTARS            |
| 21 de maio      | Toosie Slide                    | Drake                                         |
| 28 de maio      | Rockstar                        | DaBaby feat Roddy Ricch                       |
| 4 de junho      | Rockstar                        | DaBaby feat Roddy Ricch                       |
| 11 de junho     | Rain on Me                      | Lady Gaga & Ariana Grande                     |
| 18 de junho     | Rockstar                        | DaBaby feat Roddy Ricch                       |
| 25 de junho     | Rockstar                        | DaBaby feat Roddy Ricch                       |
| 2 de julho      | Rockstar                        | DaBaby feat Roddy Ricch                       |
| 9 de julho      | Rockstar                        | DaBaby feat Roddy Ricch                       |
| 16 de julho     | Savage Love                     | Jason Derulo & Jawsh 685                      |
| 23 de julho     | Savage Love                     | Jason Derulo & Jawsh 685                      |
| 30 de julho     | Savage Love                     | Jason Derulo & Jawsh 685                      |
| 6 de agosto     | Head & Heart                    | Joel Corry feat MNEK                          |
| 13 de agosto    | Head & Heart                    | Joel Corry feat MNEK                          |
| 20 de agosto    | Head & Heart                    | Joel Corry feat MNEK                          |
| 27 de agosto    | Head & Heart                    | Joel Corry feat MNEK                          |
| 3 de setembro   | Head & Heart                    | Joel Corry feat MNEK                          |
| 10 de setembro  | Head & Heart                    | Joel Corry feat MNEK                          |
| 17 de setembro  | WAP                             | Cardi B feat Megan Thee Stallion              |
| 24 de setembro  | WAP                             | Cardi B feat Megan Thee Stallion              |
| 1 de outubro    | WAP                             | Cardi B feat Megan Thee Stallion              |
| 8 de outubro    | Mood                            | 24kGoldn feat Iann Dior                       |
| 15 de outubro   | Mood                            | 24kGoldn feat Iann Dior                       |
| 22 de outubro   | Mood                            | 24kGoldn feat Iann Dior                       |
| 29 de outubro   | Mood                            | 24kGoldn feat Iann Dior                       |
| 5 de novembro   | Lemonade                        | Internet Money & Gunna feat Don Toliver & Nav |
| 12 de Novembro  | Positions                       | Ariana Grande                                 |
| 19 de novembro  | Positions                       | Ariana Grande                                 |
| 26 de novembro  | Positions                       | Ariana Grande                                 |
| 3 de dezembro   | Positions                       | Ariana Grande                                 |
| 10 de dezembro  | Positions                       | Ariana Grande                                 |
| 17 de dezembro  | Positions                       | Ariana Grande                                 |
| 24 de dezembro  | All I Want for Christmas Is You | Mariah Carey                                  |
| 31 de dezembro  | All I Want for Christmas Is You | Mariah Carey                                  |